# Skive Festival
Skive Festival (tidl. Skive Beach Party) er en dansk musikfestival, der afvikles hvert år den første weekend i juni på strandtangen ved lystbådehavnen i Skive.
Festivalen byder på musik fra 2 store scener og har fra 2009 tilføjet en teltscene med plads til 2000 gæster udelukkende for elektronisk musik som kaldes Club Stöj samt en scene i skoven til chill-out ved navn ROLINU!.
Festivalen startede som et 1-dagsarrangement i 1993 og er siden da vokset sig større, så den i 2009 afvikledes over 4 dage.
I 2009 var det sidst gang festivalen blev kaldt ved sit fødenavn Skive Beach Party. Ledelsen vil med navneændringen markere arrangementet mere som en festival end en strandfest. Under hele arrangementet i 2009 var hjemmeside, bannere etc. ændret til Skive Festival.

## Tidligere navne
| År   | Line up |
| 2002 | Status Quo (UK), D-A-D, Thomas Helmig, TV-2, Safri Duo, Big Fat Snake, Gnags, Shu-bi-dua, Kim Larsen, Erann DD, EyeQ, Christian, Tørfisk, Superheroes, Saybia, Marie Frank, Allan Vegenfeldt, Infernal, Nikolaj & Piloterne, Roben & Knud, Sylvester, Poul Halberg Band, Birthe Kjær, Johnny Reimar, Die Herren, Killer Queen, Turn on Tina, Clazz, Absolute let's 80's, Creamy, Regina, Køser Gang, Drop Dead Beautiful, The Precipitate. |
| 2003 | INXS (AUS), D-A-D, Kashmir, Level 42 (UK), Hermes House Band (NL), Big Fat Snake, Poul Krebs, Kim Larsen, Carpark North, Sort Sol, Superheroes, Tim Christensen, Nik & Jay, C21, Julie, Roben & Knud, Zididada, Johnny Madsen, Hanne Boel, Bamses Venner, Dodo & The Dodos, SP, Just & Frost, Kick The Kangaroo, The Precipitate, Copyrite, Robbie Williams Jam, Divas, Mike Larsen, Die Herren, Tournesol, Bryan Adams Jam, Hawkeye & Hoe, George Michael Jam, Fake That, Funkshoppen, Flufferz. |
| 2004 | Bryan Adams, D-A-D, Kim Larsen, TV-2, Kashmir, Saybia, Shu-bi-dua, Andrew Strong, Lars HUG, Johnny Madsen, Kaizers Orchestra (N), Carpark North, The Sandmen, Birthe Kjær, NU, Tue West, Popstars, Roben & Knud, Dear, Robbie.dk, Zoo TV, Snake Jam, Alfreds Blues Band, Stomped, Tornesol, Sodastar, Divas, Rasmus Madsen, Absolute Let's 80's, Cruise, Dúné, Fake That. |
| 2005 | Maroon 5, Meat Loaf, Melanie C, Runrig, Ana Johnsson, Big Fat Snake, Kashmir, Drengene fra Angora, Bikstok Røgsystem, Infernal, Jacob Andersen, Tue West, Juncker, Johnny DeLuxe, Nik & Jay, Zididada, Die Herren, Le Freak, Kira & The Kindred Spirits, Nikolaj & Piloterne, The Loft, Bamses Venner, Peter og de andre kopier, Johnny Madsen, Cartoons, Fabel Forstand, Mono, Sæbeboblerne, Hawkeye & Hoe, Mathews, Søren Krogh, Tournesol. |
| 2006 | Ronan Keating (IRL), Bloodhound Gang (USA), Dolph & Wulff, D-A-D, Mew, Kashmir, TV-2, Kim Larsen, Big Fat Snake, Gnags, Beth Hart (USA), Bryan Rice, Shu-bi-dua, Johnny Madsen, Bikstok Røgsystem, Magtens Korridorer, Kira & The Kindred Spirits, Anna David, Johnny Deluxe, Carpark North, Ufo & Yepha, Jokeren, Roben & Knud, Spleen United, Figurines, Mads Langer, Juncker, Sparklin June, Peter og De Andre Kopier, Rock Hard Power Spray, Hooters Blues Band, Den Danske Mafia, Think Red, Dizzy Mizz Piggy, Volf Duo med backing, Tournesol, The Telenovelas, Queens Garden, Moby Dick. Konferencier: Jacob Haugaard og The Voice TV |
| 2007 | Pet Shop Boys (UK), Bloodhound Gang (USA), Nephew, D-A-D, Thomas Helmig, Infernal, Poul Krebs, Kim Larsen, Dúné, Magtens Korridorer, Nik & Jay, Volbeat, The Sandmen, Grand Avenue, Nikolaj & Piloterne, Dodo & The Dodos, Die Dumme Dänen, Bliglad, Decco Band, Peter og De Andre Kopier, Bryan Rice, SP, Just & Frost, Mani Spinx, Thomas Buttenschøn, Sigurds Bjørnetrio, Fede Finn og Funny Boyz, Birthe Kjær, Kiss Me I'm Danish, Tryin' Adams og Clearway. Konferencier: Jacob haugaard og Radio Viborg Hit FM |
| 2008 | Linkin Park, Queens of the Stone Age, Nephew, Volbeat, TV-2, Kashmir, Danser med Drenge, Tina Dickow, Dúné, Alphabeat, Runrig, The Presidents of the United States of America, The Storm, Electric Eel Shock, Magtens Korridorer, Spleen United, The Raveonettes, Big Fat Snake, Rugsted & Kreutzfeldt, Beth Hart, Suspekt, L.O.C., Marvel Hill, Kid Carpet, Veto, Rock Hard Power Spray, Gnags, Burhan G, Larsen Light, De Glade Sømænd, Decco Band, Rival Schools. |
| 2009 | The Killers (USA), Tiësto (NL), Nephew , Gavin Degraw (USA), The Script (IRL) (Aflyst pga. sygdom), Bloc Party (UK), Aqua, Kim Larsen, D-A-D, Thomas Helmig, Nik & Jay, Tina Dickow, Tim Christensen, Kaizers Orchestra, Veto, Spleen United, Poul Krebs, Magtens Korridorer, The Fashion, Psyched Up Janis, Carpark North, Sys Bjerre, Suspekt, Hej Matematik, Hush, Outlandish Club Stöj: Axwell, Steve Angello, Sebastian Ingrosso, Ministry of Sound feat. Dom Chung & Mutiny, Kato, Morten Breum, Lulu Rouge Live, Rune RK, Waqar, Mike Sheridan, Djuna Barnes, Filur Dj-Set, Helmuth Kool, Matias & Løwenstein, Flip, The Wanking Experience ROLINU!: WhoMadeWho, When Saints Go Machine, Small, Oh Land, Jong Pang, The Gypsies, Vinnie Who, Atoi, Messy Shelters, Fallulah, Mike Sheridan, Budda & Tom, m.fl. |
| 2010 | Rammstein, Green Day, Rise Against,White Lies, Gossip, Dizzy Mizz Lizzy, Selvmord, Kashmir, Nephew, Magtens Korridorer, Rock Hard Power Spray, Dúné, The Storm, Hej Matematik, Mew, TV-2, Nik & Jay, Sanne Salomonsen. |
| 2011 | Scene 1: Tiësto (NL), Volbeat, Nik & Jay, L.O.C, Magtens Korridorer Scene 2: Dúné, Burhan G, Carpark North, Den gale pose, Rune RK, , Fallulah, Xander, The Floor Is Made Of Lava Club Stöj: Jon Nørgaard, Clemens, USO, ROLINU!: Winnie Who, Red Warszawa, WhoMadeWho, Lucy Love, |
| 2012 | Scene 1: Linkin Park, The Offsprings, Medina, Nik & Jay, Robyn, Calvin Harris. Scene 2: Bliglad, Suspekt, Lukas Graham, The Asteroids Galaxy Tour Club Stöj: Rune RK, Alexander Brown, ROLINU!: Nabiha, Red Warszawa, Frank Hvam. |
| 2013 | |
| 2014 | Sam Smith |
| 2015 | |
| 2016 | |
| 2017 | |
| 2018 | |
| 2019 | |
| 2020 | |
| 2021 | |
| 2022 | |
| 2023 | |